# میلتون میلز (نیوهمپشایر)
میلتون میلز (به انگلیسی: Milton Mills) شهری در ایالت نیوهمپشایر کشور ایالات متحده آمریکا است که جمعیت آن در سرشماری سال ۲۰۱۰ میلادی، ۵۷۵ نفر بوده‌است.

## نگارخانه

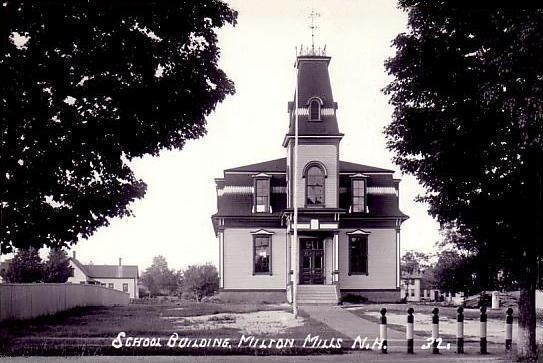
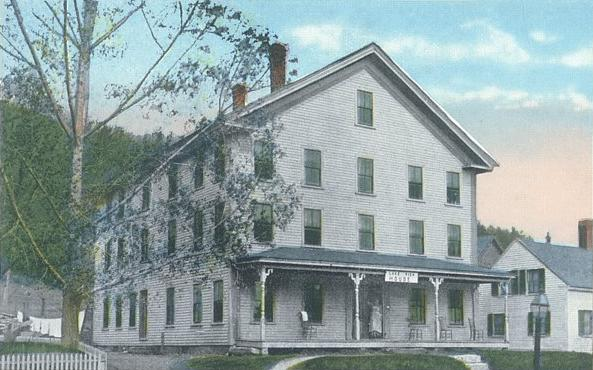
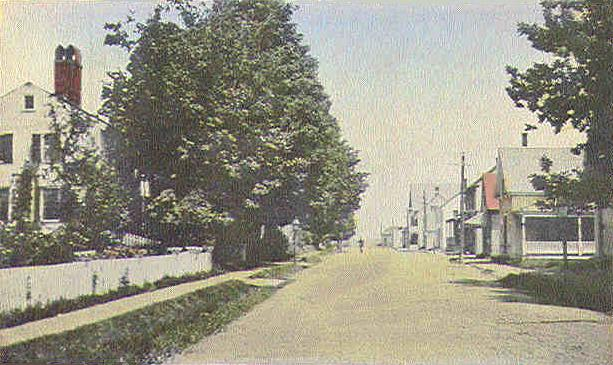
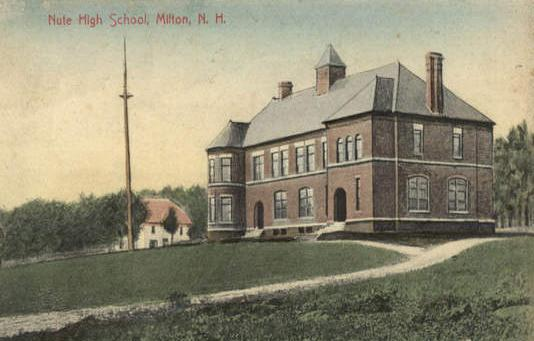